# Ходжкинсон, Расселл
Расселл Ходжкинсон (англ. Russell Hodgkinson; род. 14 августа 1959 года, Хомстед) — американский актёр театра, кино и телевидения. Наибольшую известность ему принесла роль «Дока» в телесериале «Нация Z».

## Биография
Расселл Энтони Ходжкинсон родился 14 августа 1959 года на авиабазе Хомстед в штате Флорида, США. Детство провёл в Сент-Питерсберге. Долгое время работал в береговой охране США. В свободное время играл в театре Форт-Брэгг.
Впервые появился на киноэкране в 1990 году, снявшись в телефильме «Трибунал Джеки Робинсона», однако в титрах не был указан. Затем снялся во множестве эпизодических ролей, а также играл в постановках нескольких театров. Трижды (в 1999, 2000 и 2001 годах) получал премию «Big Easy Entertainment Awards» в категории «Лучший актёр второго плана в мюзикле». В 2009 году был номинирован на премию «Footlight Awards» в категории «Лучшее исполнение».
С 2014 года играет в основном составе телесериала «Нация Z».

## Личная жизнь
8 июня 1990 года женился на Шелли Понси. У Рассела есть две дочери — Кристал Старр Бакстон (род. 7.7.1977) и Карли Ди Хэнкок.

## Избранная фильмография
| Год       |     | Русское название                    | Оригинальное название            | Роль             |
| --------- | --- | ----------------------------------- | -------------------------------- | ---------------- |
| 2003      | ф   | Крупная рыба                        | Big Fish                         | фермер           |
| 2007      | док | Зоопарк                             | Zoo                              | Эйч              |
| 2009      | ф   | ЗМП: Зомби Массового Поражения      | ZMD: Zombies of Mass Destruction | Джо Миллер       |
| 2011      | с   | Гримм                               | Grimm                            | Эфрам Гайгер     |
| 2011      | с   | Воздействие                         | Leverage                         | Кэллахан         |
| 2013      | ф   | 21 и больше                         | 21 & Over                        | шеф              |
| 2014—2018 | с   | Нация Z                             | Z Nation                         | Стивен Бэк «Док» |
| 2017      | тф  | Акулий торнадо 5: Глобальное роение | Sharknado 5: Global Swarming     | Стивен           |
| 2018      | с   | Любовь                              | Love                             | Боб              |